# 小行星4234
小行星4234（4234 Evtushenko）是一颗绕太阳运转的小行星，为主小行星带小行星。该小行星于1978年5月6日发现。

## 轨道参数
小行星4234的轨道半长轴为3.2044191 UA，离心率为0.172。